# 雨山区
雨山区是中國安徽省马鞍山市下辖的市辖区。区域总面积为130平方公里，总人口約36万人。区政府驻雨山街道湖西南路11號。

## 行政区划
雨山区下辖4个街道办事处、2个镇、1个乡：
平湖街道、雨山街道、安民街道、采石街道、向山镇、银塘镇、佳山乡和雨山经济开发区。

## 人口
根据(安徽省)马鞍山市第七次全国人口普查公报显示：雨山区常住人口为355986人，男性占比51.16%，女性占比48.84%，年龄结构中0-14岁占比10.88%，15-59岁占比70.85%，60岁以上占比18.27%，65岁以上占比13.77%。